# 1494
Năm 1494 là một năm trong lịch Julius.